# دفع نوعي
الدفع النوعي (بالإنجليزية: Specific thrust)‏، هو مصطلح في هندسة التوربين الغازي يُعرف بأنه «الدفع النسبي» إلى «إجمالي تدفق الهواء الداخل» لمحرك نفاث.

## محركات دفع نوعي منخفض
المحركات النفاثة المستخدمة في الأغراض المدنية الحديثة لها دفع نوعي منخفض (~30 lbf/(lb/s))، لتحافظ على مستوى مقبول لمعدل ضوضاء النفاث وأيضا لتقليل حرق الوقود، حيث أن الدفع النوعي المنخفض يساعد على تحسين نظام الاستهلاك النوعي للوقود (specific fuel consumption). يتم تحقيق هذا الدفع النوعي المنخفض عادة بواسطة نسبة التفافية عالية. بالإضافة إلى ذلك، فإن قوة الدفع النوعي المنخفضة تعني أن قُطر المحرك يكون كبير نسبيًا، وذلك للقوة الصافية التي يولدها. وبالتالي، عادة ما تكون محركات الطائرات هذه موجودة خارجيا، في مكان منفصل، موصولة بجناح الطائرة، أو في جسم الطائرة الخلفي.

## محركات دفع نوعي مرتفع
هذا النوع من المحركات تستخدمه الطائرات العسكرية، ليبقي مساحة المقطع العرضي للمحرك صغيرة، لكي لا يكون هناك مشكلة بوضع المحرك بالهيكل ليقلل الاحتكاك الإيرودينامي للطائرة. يؤدي الدفع النوعي المرتفع إلى ارتفاع معدل ضوضاء النفاث وهو شيء غير مهم في التطبيقات العسكرية.

## السرعة القصوى
يؤثر الدفع النوعي تأثيرًا كبيرًا على معدل تدرج الدفع، فانخفاض سرعة النفث مع انخفاض الدفع النوعي يسهم بانخفاض كبير في صافي الدفع مع زيادة بسرعة الطيران، والتي يمكن أن تتغير جزئيا بتغيير داعس الوقود بظروف محددة، مثل المعدل الأقصى للتسلق المسموح به.